# Тарская улица
Улица Та́рская — одна из старейших улиц Омска, берёт начало у Тарских ворот. Длина улицы Тарской около 4,5 км. От Тарских ворот до парадного входа в Крестовоздвиженский собор улица является пешеходной. Дальше тянется между параллельными улицами Осоавиахимовской и Орджоникидзе до Старо-северного кладбища. В дни праздников часть улицы от Соборной площади до Тарских ворот превращается в место гуляний и празднований.

## История
Своё название улица получила в честь Тарских ворот, которые вели в Омскую крепость с северной стороны города. Ворота были сооружены в 1792 году. Через них проходил выезд на Тарский тракт в направлении города Тара.
Со временем город разрастался. Дорога, ведущая от центра по Тарскому направлению, стала застраиваться домами. Как и многие другие улицы того периода времени (например, Тобольская, Иркутская и др.), улица была названа в честь соседнего города — Тарской. Улица получила своё название в 1898 году, несмотря на то, что постройки здесь начались гораздо раньше.
Сохранились свидетельства, что по улице Тарской вели по этапу каторжников к месту ссылки (в Тару). Об этом, в частности, упоминает газета «Вечерний Омск» в исторических хрониках от 10 июля 1996 года.
В 1953 году от улицы Ленина в сторону Иртыша по ул. Тарской был разбит сквер по проекту Е. А. Степанова. Общая площадь сквера составила 0,97 га. В 1957 году здесь сооружён фонтан, состоящий из гранитного бассейна, середину которого украшает чугунная чаша с бьющими из неё струями воды. Рядом с фонтаном 24 ноября 1991 омское отделение историко-просветительского общества «Мемориал» установило камень Жертвам сталинских репрессий.

Тарские ворота, начало XX века

17 февраля 1959 году были снесены Тарские ворота. Попытки уничтожить памятник архитектуры предпринимались и ранее (в 1953 году, в 1954, когда с крыши ворот была снята кровля и разобраны верхние ряды кирпичной кладки), но ворота устояли. Существует версия, что собиравшиеся у памятника подростки своим шумом раздражали жену жившего рядом крупного партийного чиновника Е. П. Колущинского. Ворота были разобраны за одну ночь. Выдающийся омский художник А. Либеров успел спасти лишь памятную доску, установленную на них.
Лишь в 1991 году, к 275-летию Омска, Тарские ворота отстроили заново по проекту архитектора М. Хахаева. За основу была взята оригинальная постройка, но были внесены существенные коррективы и отступления (в частности, были сделаны четыре ниши вместо двух, внутри оборудован музей с внутренней, а не внешней лестницей, ведущей наверх).
В 1950—1960-е годы Омск захлестнула волна топонимических преобразований. Были переименованы практически все центральные улицы города. Изменения не коснулись только двух улиц: Музейной и Тарской.
Реконструкция сквера была произведена в 2005 году. Были вырублены старые деревья, посажены новые.

### Историческая застройка[4]
- Здание по ул. Тарской, 2 было построено в 1876 году. Изначально в нём располагалась мужская гимназия. В 1930-х годах был достроен ещё один этаж. Долгое время здесь находилась школа № 19. Затем в здании расположился Институт развития образования Омской области.
- В нынешнем здании областной прокуратуры (ул. Тарская, д. 4) в XIX веке размещалась Фельдшерская школа. Двухэтажный дом построен в 1883 году по проекту известного архитектора Э. Эзета, который спроектировал множество омских зданий, являющихся в наше время памятниками архитектуры.

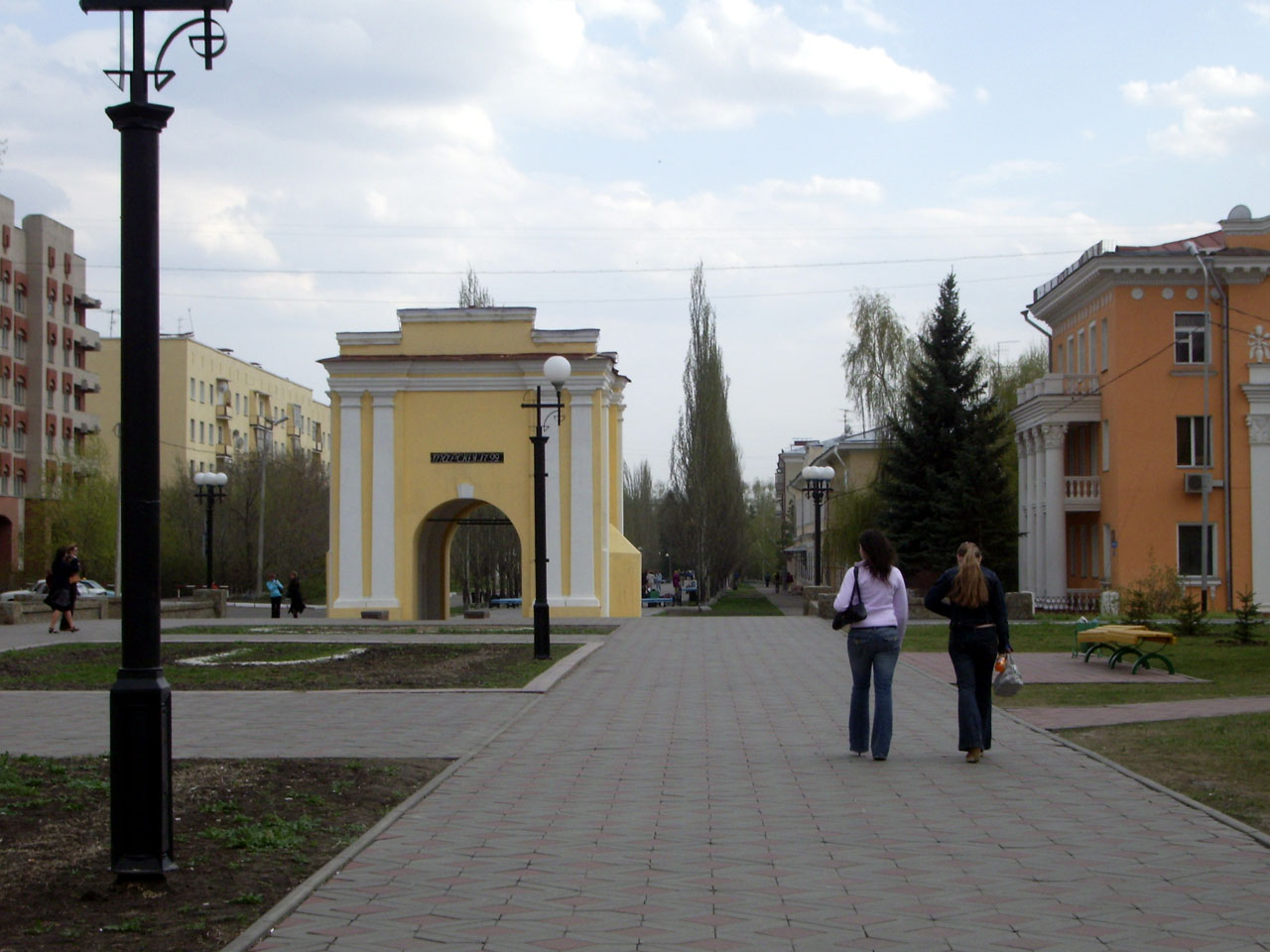
Тарские ворота

- Тарские воротаОбразцом уникальной застройки служит сохранившееся до наших дней здание по ул. Тарской, 6, выполненное в стиле модерн с элементами мавританского стиля. В 1914 году здесь располагалось акционерное общество «Эльворти», продававшее сельскохозяйственную технику. К зданию примыкал склад (после пожара разобран). Долгое время в здании функционировала Телефонная станция. В 1990-е годы здесь размещалось правление «Инкомбанка». В начале XXI века здесь располагается офис Внешторгбанка.[10]
- По западной стороне улицы, сразу за ул. Интернациональной, сохранилось семиэтажное здание, выполненное в 1986 году архитекторами А. Каримовым и В. Терещенко. Когда-то в нём работали специализированный строительный трест № 4 и проектно-конструкторское бюро автоматизированных систем управления. Особенностью здания является внешняя отделка: фигурная облицовочная плитка, выгодно отличающая дом от других построек, находящихся рядом.
- Сохранило прежние очертания уникальное по декору фасада, выполненному пропильной и объёмной резьбой, здание № 42.
- Напротив Института развития образования Омской области находится здание, которое в настоящее время относится к ул. Ленина. В 1890 году оно было установлено на пересечении улиц Казнаковской и Тарской. Построенное как резиденция архиепископа, в 1930-х годах здание подверглось реконструкции: были достроены ещё два этажа. В настоящее время здесь располагается Областное УВД.

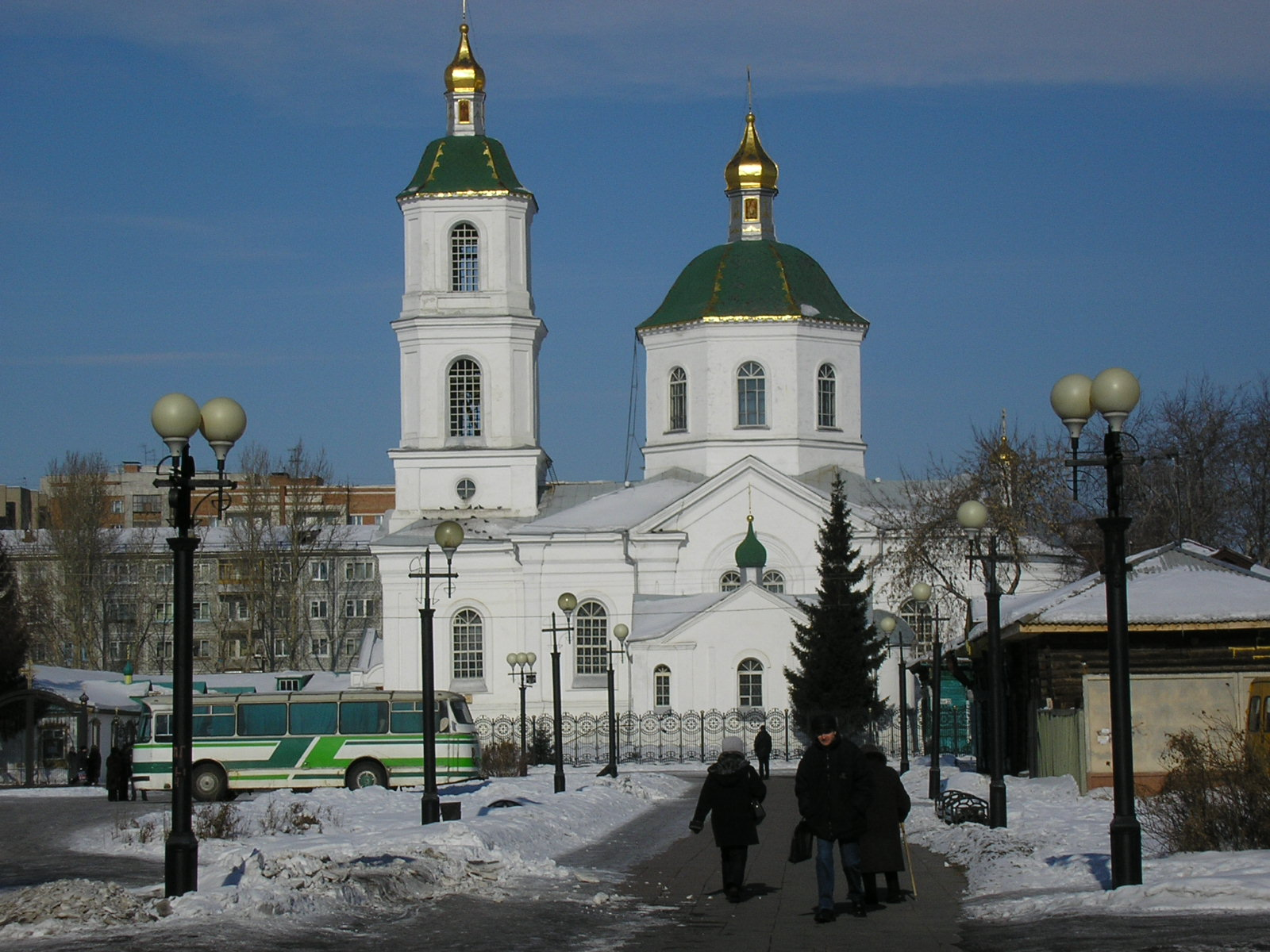
Крестовоздвиженский собор возвышается в конце улицы

- Особое внимание стоит уделить Крестовоздвиженскому собору, который является достопримечательностью Омска. Историки отмечают характерный для архитекторов второй половины XIX века стиль, напоминающий эпоху барокко. Об этом говорят формы куполов и колокольни. Храм, сохранившийся с дореволюционных времён (более 130 лет), до сих пор действует, принимая прихожан. При реставрации куполов применялось сусальное золото.[11]

## Здания и сооружения

### По нечётной стороне
- Ул. Тарская, д. № 7 — Свято-Успенский кафедральный собор.
- Ул. Тарская, д. № 11 — Центр занятости Омского р-на, Управление федеральной государственной службы занятости населения Омской области.
- Ул. Тарская, д. № 13 — Административное здание (Управление Федеральной антимонопольной службы по Омской области, ночной клуб, рекламные агентства)
- Ул. Тарская, д. № 15 — Управление судебного департамента в Омской области
- Ул. Тарская, д. № 25 — Коммерческий банк
- Ул. Тарская, д. № 33 — Крестовоздвиженский собор
- Ул. Тарская, д. № 51 — Жилой дом с административными помещениями
- Ул. Тарская, д. № 53 — Жилой дом
- Ул. Тарская, д. № 55 — Молочная кухня
- Ул. Тарская, д. № 79—107 — Жилые дома
- Ул. Тарская, д. № 109 — Административное здание
- Ул. Тарская, д. № 111 — Жилой дом
- Ул. Тарская, д. № 113, 129 — Административные здания
- Ул. Тарская, д. № 135—145 — Жилые дома
- Ул. Тарская, д. № 147, 149 — Административные здания
- Ул. Тарская, д. № 151а—253 — Жилые дома

### По чётной стороне
- Ул. Тарская, д. № 2 — Институт развития образования Омской обл.
- Ул. Тарская, д. № 4 — Прокуратура Омской обл.
- Ул. Тарская, д. № 6—20 — Административные здания
- Ул. Тарская, д. № 22 — Жилой дом, Сбербанк России
- Ул. Тарская, д. № 28 — Омский областной суд
- Ул. Тарская, д. № 32—46 — Административные здания
- Ул. Тарская, д. № 52 — Жилой дом
- Ул. Тарская, д. № 54 — Вечерняя школа
- Ул. Тарская, д. № 56 — Общежитие Омской банковской школы
- Ул. Тарская, д. № 94 — Жилой дом
- Ул. Тарская, д. № 96—98 — Административные здания
- Ул. Тарская, д. № 100—142 — Жилые дома
- Ул. Тарская, д. № 144—146 — Административные здания
- Ул. Тарская, д. № 152—268 — Жилые дома

## В культуре и искусстве
- Одна из песен омского барда В. Р. Шандрикова (1940—2003) называется «Стена на улице Тарской»; она же дала название выпущенному позже альбому «На улице Тарской».
- У омской поэтессы Т. Четвериковой есть стихотворение «На Тарской наложение времён…» о Крестовоздвиженском соборе на ул. Тарской:

На Тарской наложение времен:

В дверях приткнулась нищенка в кроссовках.

На лики, что глядят со всех сторон,

Девчушка в джинсах крестится неловко…

- На базе Омского русского народного хора в 2001 году образован инструментальный квартет «Тарские ворота», исполняющий музыку разных жанров (от народной до классики и модерна).[12]

## Интересные факты
- Примечательно, что знаменитые Тарские ворота на самом деле находятся не на ул. Тарской, а на ул. Спартаковской, которая продолжает Тарскую в сторону Иртыша. От Тарской улицы ворота отделяет ул. Красина.[13]